# Slag om Narva (1704)
De Tweede Slag om Narva was een veldslag in 1704 in de Grote Noordse Oorlog tussen het Zweedse Rijk van Karel XII en het tsaristische Rusland van Peter I van Rusland.
In mei 1704 werden weer dezelfde stellingen ingenomen als bij de eerdere slag bij Narva. De Russische artillerie werd vervoerd door schuiten die dicht bij de oevers voeren, zodat ze niet konden overmeesterd worden door Zweedse schepen. In Narva stelde Peter George Ogilvie aan als bevelhebber van het Russische leger. In het begin van het beleg leden de Russen grote verliezen, zowel door de aanvallen van de Zweedse artillerie, als door de stormlopen van de Zweden.
Terwijl Ogilvie de belegering leidde, trok Peter richting Dorpat, waar Boris Sheremetev met 23.000 man en 46 kanonnen sinds juni de belegering van Dorpat begonnen was. Peter vond, dat Sheremetev de aanval verkeerd aanpakte en door de kanonnen op zwakkere bastions te laten schieten, ontstond er een bres in de muur en konden de Russische troepen de stad binnendringen.
Op 13 juli gaf het Zweeds garnizoen zich over, na slechts vijf weken belegering, en tien dagen na de aankomst van de tsaar. 
Door de val van Dorpat verkeerde ook Narva in gevaar. Peter ging terug met de troepen van Sheremetev naar Narva en vormde daar een gecombineerde Russische strijdmacht van 45.000 man en 150 kanonnen. Op 30 juli werd bevel gegeven tot een zware beschieting van de stad en na tien dagen stortte een van de muren van een bastion in. In die tien dagen werden 4.600 granaten naar Narva geschoten. Nadat de muur was ingestort, gaf Peter de Zweedse commandant Arvid Horn de kans tot een eervolle overgave.
Horn weigerde en op 9 augustus begon de bestorming van de stad. Binnen een uur drongen de Russische soldaten, ondanks fel protest, een belangrijk bastion binnen en kregen het in handen. Terwijl de Russische infanterie de stad binnen drong, zag Horn in dat verder verzet zinloos was, en probeerde te capituleren, maar niemand luisterde. De Russische soldaten plunderden de stad, mannen, vrouwen en kinderen werden bloedig afgemaakt. Na twee uur was er van het 4500 man sterke garnizoen nog maar 1800 in leven.
De overwinning in Narva was van groot psychologisch en strategisch belang: hierdoor was de vernedering van vier jaar eerder gewroken en Sint-Petersburg was via het westen beschermd tegen de Zweden.